# حركة المقاومة الرومانية المناهضة للشيوعية
كانت حركة المقاومة الرومانية المناهضة للشيوعية نشطة منذ أواخر الأربعينيات حتى منتصف الخمسينيات، مع بقاء أفراد مقاتلين معزولين طلقاء حتى أوائل الستينيات. كانت المقاومة المسلحة هي الشكل الأول والأكثر تنظيمًا للمقاومة ضد النظام الشيوعي، الذي اعتبر بدوره المقاتلين «قطاع طرق». لم يُعلن عن تفاصيل ما كان يسمى «المقاومة المسلحة المناهضة للشيوعية» للعامّة إلا بعد الإطاحة بنيكولاي كوشيسكو في أواخر العام 1989. لم يعلم الجمهور إلا حينها بالعديد من الجماعات المسلحة الصغيرة، التي سمّت نفسها في بعض الأحيان «هايدوكس»، ولجأت إلى جبال الكاربات حيث اختبأ البعض من السلطات لعشر سنوات. قُضي على المقاتل الأخير في جبال بنات عام 1962. غالبًا ما يُضخّم مدى الحركة وتأثيرها في وسائل الإعلام الرومانية بعد سقوط الشيوعية، وفي مذكرات الناجين وحتى في كتب التاريخ، بينما يغضّ البصر عن نزعتها السلطوية ومعاداتها للسامية وكراهيتها للأجانب. كانت المقاومة الرومانية واحدة من أطول الحركات المسلحة الدائمة في الكتلة السوفيتية السابقة.

## المراحل التمهيدية
في مارس من العام 1944، وطأ الجيش الأحمر أرض بوكوفينا متقدمًا إلى الأراضي الرومانية، حليفة ألمانيا النازية في ذلك الوقت. لجأ المئات من الأشخاص إلى الغابات لتشكيل مجموعات ميليشيوية مناهضة للوجود السوفييتي، تألفت كل مجموعة من 15 إلى 20 شخصًا.
بعد هدنة الحلفاء مع رومانيا (11-12 سبتمبر 1944)، أطلقت يد الجيش الأحمر في رومانيا ولم يكن للحكومة الرومانية سلطة على شمال بوكوفينا. في أواخر عام 1944 وأوائل عام 1945، شُكّلت بعض الجماعات المسلحة الصغيرة في رومانيا بغية مضايقة الجيش الأحمر في أي حرب مستقبلية بين السوفييت والغرب. بعد الحرب، انحلت معظم هذه الجماعات بينما بقيت أخرى في الجبال حتى عام 1948، عندما أصبحت نشطة. في مايو من العام 1946، ألقي القبض على الجنرال أوريل ألديا، وزير الداخلية السابق لحكومة سونتيسكو، واتهم «بجمع منظمات تخريبية مختلفة تحت قيادته». لكن يبدو أن «حركة المقاومة الوطنية» التي نسق عملياتها لم تشكل أي تهديد يذكر للنظام الشيوعي المُنشأ.
بعد انتخابات عام 1946، أدى اندماج القوى المناهضة للشيوعية إلى تشكيل هيكل يجمع الجنرالات وكبار الضباط والسياسيين الذين قادوا الجماعات المسلحة ونسقوا اعمالها في ظل قيادة واحدة. أبلغت هيئة التنسيق المركزية داخل رومانيا المجلس الوطني الروماني في باريس عن هذه المبادرة، والذي بدوره أبلغ الحكومات الغربية. اعترضت السلطات الرومانية المشروع في النهاي وشنت حملات اعتقال جماعية في ربيع عام 1948، طالت ما يصل إلى 80% من المتورطين في الحركة. وهكذا قطع رأس المقاومة الوطنية المنسقة.

## بداية حركة المقاومة المسلحة
ابتداءً من صيف العام 1948، تخفّى أفراد أو مجموعات صغيرة في منطقة الكاربات، وشكلوا وحدات مختلفة من المقاومة المسلحة في ما كان يعتبر حركة كبيرة نسبيًا، جمعت عدة آلاف من المشاركين. جاء المتمردون من جميع الطبقات الاجتماعية ومن جميع أنحاء البلاد، وانتشروا في كل مكان يمكن أن تشكل فيه التضاريس حماية لهم. كانت الحركة مرتبطة بسلسلة الاعتقالات الجماعية التي ضربت البلاد بعد استيلاء الشيوعيين على السلطة في 30 ديسمبر من العام 1947، كما كانت مرتبطة بالتدابير السياسية والاقتصادية التي دمرت جزءًا كبيرًا من طبقة الفلاحين والطبقة الوسطى في البلاد. 

كانت هناك عدة أسباب وراء سعي بعض الأشخاص لإيجاد مخبأ أو مأوى في الجبال. بينما تخفّى البعض هربًا من الاعتقال الوشيك، فرّت غالبية الناس عندما فقدوا الأمل بالبقاء على قيد الحياة في مواجهة التدمير الاقتصادي وخطر الاعتقال وما هو أسوأ من ذلك كله. كان ملحوظًا فرار عائلات بأكملها في أواخر العام 1948 وأوائل العام 1949. من هنا، أشار القنصلي الرسمي البريطاني في كلوج، في 1 مايو من العام 1949، في تقرير أعدّه عن وضع الأنصار بقيادة الجنرال دراجالينا إلى ما يلي:
«الملابس والأدوية على وشك النفاذ، وقد يكون هذا صحيحًا لأن أعدادهم زادت بنسبة كبيرة من النساء والأطفال منذ مصادرة الأراضي في 1 مارس. لقد حصلت على عدد يصل إلى 20 ألف، وهو الرقم الذي يمثل أولئك المنضمين منذ المصادرة.(...) ستؤدي الزيادة في عدد النساء والأطفال إلى مشاكل متعلقة بالبقاء على قيد الحياة في الشتاء المقبل (...) يخبرونني من جديد عن مخاوف من إمدادات عسكرية تتجه إلى الأنصار، مساعدة مصادرة في بعض الأحيان ومهجورة في أحيان أخرى، ولكن لا يمكنني أن أحدد إلى أي مدى...»
لم يطلق السكان على أعضاء المقاومة المسلحة لقب «أنصار»، بل أسموهم «هايدوسي»، وهي كلمة للرجال الكرماء الذين يعتبرون أبطالًا شعبيين.
يتكون عنصر رئيسي آخر من المقاومة المسلحة من أفراد وجماعات مدفوعين من قناعاتهم المناهضة للشيوعية، ومقتنعين بأن الكفاح المسلح وحده قادر على احتواء إرهاب الشيوعية المتزايد ويمنع سيطرتها التي ستكون نقطة اللاعودة. قاد بعض مجموعات المقاومة بعضٌ من ضباط الجيش السابقين وعملوا بطريقة أكثر تنسيقًا وتخطيطًا. يبدو أنهم كانوا يأملون إثارة تمرد مسلح أكثر عمومية وشمولية، لكن ذلك لم يحصل أبدًا. مجموعة أصغر من المتمردين كانت من اللاجئين الرومانيين الذين جنّدهم مكتب تنسيق السياسات في أوروبا، ودُرّبوا في فرنسا وإيطاليا واليونان ثم أُنزلوا في منطقة الكاربات. لكن على ما يبدو، لم يتمكن معظم هؤلاء من إنشاء جهات اتصال محلية وقبض عليهم بعد مدة قصيرة.
كان للمتمردين صلات مع وكالة الاستخبارات المركزية الأمريكية، التي قامت بمهام إنزال مظلي في رومانيا في أولى سنوات ما بعد الحرب. في بداية عام 1949، بدأت وكالة الاستخبارات المركزية من خلال مكتب تنسيق السياسات بتجنيد النازحين الرومانيين من ألمانيا الغربية والنمسا ويوغوسلافيا. قال جوردون مايسون، رئيس محطة وكالة الاستخبارات المركزية في بوخارست منذ العام 1949 حتى العام 1951، أن تهريب الأسلحة والذخيرة وأجهزة الإرسال اللاسلكية والأدوية كان مؤمنًا ومنظمًا. كان عملاء وكالة المخابرات المركزية الذين هُرّبوا إلى رومانيا يساعدون في تنظيم تخريب المصانع وشبكات النقل. على وجه الخصوص، أُرسلت وكالة الاستخبارات المركزية الأمريكية فريقًا من رجلين بالمظلات إلى رومانيا في 2 أكتوبر 1952 بالقرب من ترجو كربونيتي في أولتينيا. أُرسل ثلاثة عملاء أمريكيين مدربين في يونيو من العام 1953 إلى جبال أبوسيني. قُبض عليهم في وقت لاحق، لكنهم لم يُعدموا لأن السلطات الرومانية كانت تعتزم استخدامهم عملاء مزدوجين. أما في منطقة أوراديا - ساتو ماري، فقُتل ثلاثة عملاء إسقاط جوي، أحدهم في معركة نارية بينما أعدم الآخران في وقت لاحق. 
من بين الرومانيين الذين جندتهم وكالة الاستخبارات المركزية الأمريكية في بداية عام 1951، كان قسطنطين سابلاكان وويلهلم سبيندلر وجورج بورسان وماتياس بوم وإيلي بويو. اكتشفت الأجهزة الأمنية الرومانية أن هؤلاء الرجال قد جنّدهم في إيطاليا طيار روماني سابق. في أعقاب ذلك، أرسلت الحكومة الرومانية مذكرة احتجاج إلى الولايات المتحدة اعتراضًا على التدخل في شؤون البلاد الداخلية، ومدّعية أن عملاء وكالة الاستخبارات المركزية المعتقلين «أرسلوا للتجسس والقيام بأعمال إرهابية ضد الجيش الروماني».